# Centaur (tank)
Křižníkový tank Centaur byl dalším typem britského bojového stroje, jehož vývoj byl zahájen až po zkušenostech z bojů s německými tanky roku 1941. Tank vycházel z typu Cavalier, měl být poháněn motorem Rolls-Royce Meteor, avšak nastaly problémy s jeho vývojem a výrobou. Proto byl do nového tanku instalován starší a méně výkonný motor Liberty. Tank s tímto motorem, jehož prototyp vyjel v polovině roku 1942, byl označen A-27L (L=Liberty) a nazván Centaur. Později se do těchto tanků začaly montovat plánované motory Rolls Royce Meteor, a tank dostal název Cromwell (A27M).
Tanky Centaur se účastnily vylodění spojenců v Normandii, ovšem jejich plánované úkoly nebyly splněny. Tanky Centaur Mk. IV, vyzbrojené 95mm houfnicí, se poté zúčastnily bojů na západní frontě.